# Egynyári üröm

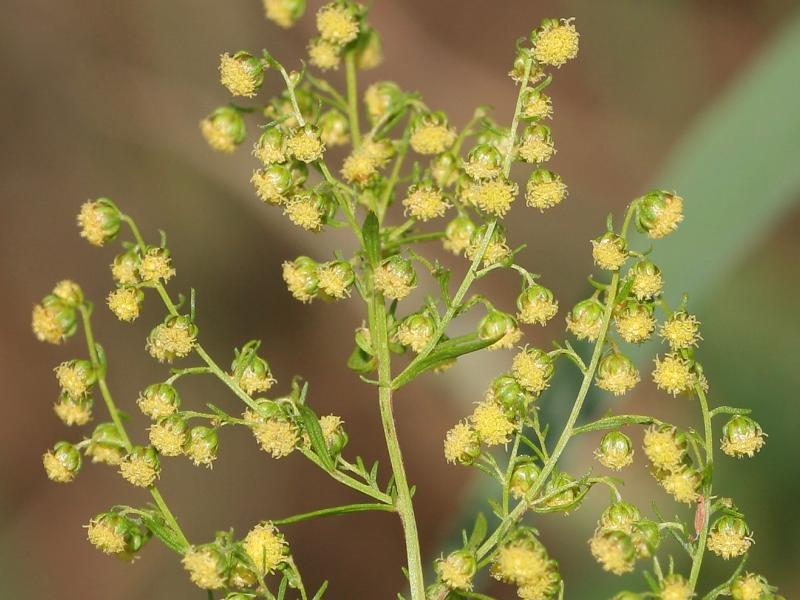
A virága

Az Artemisia annua, más néven egynyári üröm, édes annie, édes zsályavirág, egynyári fekete üröm, a mérsékelt égövi Ázsiában őshonos gyakori ürömfajta, de számos országban, köztük Észak-Amerika szétszórt részein is meghonosodott.
Az A. annua-ból izolált artemisinin kémiai vegyület a malária kezelésére használt gyógyszer. Az artemisinin és maláriaellenes tulajdonságainak felfedezése Tu Youyou kínai tudós által vezetett a 2011-es Lasker-díj és a 2015-ös orvosi-élettani Nobel-díj odaítéléséhez.

## Leírás
Az Artemisia annua az Asteraceae növénycsaládba tartozik, és egynyári rövidnappalos növény. Szára felálló, barnás vagy ibolyabarna. Maga a növény szőrtelen, és természetes körülmények között 30-100 cm magasra nő, bár termesztésben a növények elérhetik a 200 cm-es magasságot is. Az A. annua levelei 3-5 cm hosszúak, és mély bevágásokkal két vagy három apró levélkére tagolódnak. A levelek intenzív, aromás illata jellemző. A szárított levelek artemisinin-tartalma 0% és 1,5% között van. Az Artemisia annua Svájcban kifejlesztett új hibridjeinek levélartemisinin-tartalma akár 2% is lehet. Emellett a közelmúltban négy új genotípust fejlesztettek ki az USDA és a Purdue Egyetem együttműködésében 2% levélartemisininnel, amelyek az artemisinin előállításával foglalkozó kutatók számára készültek. A kis virágok 2-2,5 mm átmérőjűek, és laza fürtökben helyezkednek el. Színük zöldessárga. A magok barna kaszatfélék, mindössze 0,6–0,8 mm átmérőjűek. Ezerszemtömegük (TKW) átlagosan körülbelül 0,03 g (összehasonlításképpen, a búza TKW-ja körülbelül 45 g).